# مسجد خوتان
مسجد خوتان هو مسجد في كوتان في شينجيانغ في الصين.

## الموقع
يقع مسجد خوتان وهي أكبر مدين الواحات الكبرى في جنوب غرب مقاطعة شينجيانغ التي تعد أكبر مقاطعات التقسيم الإداري الصيني وثامن أكبر المقاطعات، في شمال غرب الصين .

## البناء
بني مسجد خوتان في عام 1870 على يد حبيب الله خان حاكم كوتان خانات المؤقت .

## وصلات خارجية
- صورة مدخل مسجد خوتان